# Фридерих (сын Теодориха I)
Фридерих (Фредерик; лат. Friderichus, Fredericus; погиб в 463, Орлеан) — вестготский государственный деятель и военачальник, сын короля Теодориха I из династии Балтов.

## Биография

### Исторические источники
О Фридерихе сообщается в нескольких позднеантичных и раннесредневековых исторических источниках: в хрониках Идация и Мария Аваншского, в «Галльской хронике 511 года», в труде «О происхождении и деяниях гетов» Иордана, а также в «Истории готов» Исидора Севильского. Фридерих упоминается и в сочинениях своих современников, галльского аристократа Сидония Аполлинария и папы римского Гилария.

### Ранние годы
Фридерих — один из шести сыновей правителя вестготов Теодориха I. О его матери ничего не известно: ею могла быть как единственная известная законная супруга Теодориха I, дочь вестготского короля Алариха I, так и одна из многочисленных конкубин его отца. Братьями Фридериха называют Торисмунда, Теодориха II, Эйриха, Ретемера и Химнерита.
Вероятно, ещё при жизни Теодориха I между его сыновьями возникли серьёзные разногласия. Когда же тот в 451 году погиб, сражаясь с гуннами Аттилы в битве на Каталаунских полях, чтобы овладеть вестготским престолом старшему из братьев, Торисмунду, возможно, пришлось преодолеть злоумышления Теодориха и Фридериха.

### Участие в убийстве Торисмунда
Встав во главе Вестготского королевства, Торисмунд предпринял несколько попыток овладеть находившимися под контролем правителей Западной Римской империи землями Южной Галлии. Вероятно, такие действия вызвали недовольство Теодориха и Фридериха, намеревавшихся продолжить политику своего отца, направленную на сохранение римско-вестготского союза. Конфликт между сыновьями Теодориха I привёл к тому, что в 453 году против короля Торисмунда был составлен заговор, в результате которого он был убит. Организаторами убийства были Теодорих и Фридерих. Из них первый сам взошёл на вестготский престол, а второй стал его ближайшим советником и помощником.
Возможно, в следующие десять лет власть Фридериха над вестготами была не меньше, чем у самого Теодориха II. Подтверждением этого может быть сообщение Мария Аваншского, наделявшего Фридериха королевским титулом (лат. rex Gothorum). Некоторые современные историки (например, Хервиг Вольфрам) также подчёркивают особый статус Фридериха при дворе короля Теодориха II и даже наделяют его титулом «вице-король».

### Поход в Испанию

Римская Испания в 430—455 годах

Фридерих несколько раз ставился королём Теодорихом II во главе вестготского войска, в 450-х—460-х годах участвовавшего в военных действиях не только на территории Галлии, но и совершавшего дальние походы в Испанию. Первым таким конфликтом, о котором сохранились свидетельства, была война вестготов с испанскими багаудами в 453 или 454 году.
Этот поход, совершённый по просьбе западно-римского императора Валентиниана III, завершился полным разгромом восставших. Возглавляемое Фридерихом вестгото-бургундское войско в провинции Тарраконская Испания нанесло сокрушительное поражение багаудам, захватило Тарракону, а затем очистило от мятежников все земли в долине реки Эбро. Эта победа позволила Теодориху II установить контроль над этими землями, а затем распространить свою власть на всю территорию Тарраконской провинции.
Возможно, что в качестве вознаграждения за подавление восстания багаудов Фридерих получил от императора Валентиниана III должность военного магистра в Испании.
Свидетельства о событиях 453/454 года — последнее упоминание о багаудах в трудах античных авторов.

### Возведение на престол императора Авита
В 455 году император Валентиниан III был убит, и правителем Западной Римской империи стал Петроний Максим. Теодорих II и Фридерих поспешили воспользоваться этими неурядицами, поддержав императорские притязания своего друга, галльского аристократа Авита. О событиях в Галлии того времени сохранились свидетельства в письмах Сидония Аполлинария. В том числе, этот автор описал торжественный въезд Авита в вестготскую столицу, город Тулузу, весной 455 года. Во время этой церемонии по правую руку от будущего императора находился король Теодорих II, а по левую — Фридерих. Это должно было символизировать вестготскую поддержку намерениям Авита занять римский престол. Оба брата также приняли активное участие и в состоявшемся 9—10 июля в Арле провозглашении Авита римским императором. Однако правление Авита продолжалось всего год, после чего властью над Западной Римской империей овладел Майориан.

### Овладение Нарбоном
В начале 460-х годов ситуация в Галлии резко обострилась. Это было вызвано резким падением авторитета института императорской власти после гибели в 461 году Майориана. Его преемник Либий Север был ставленником Рицимера, командующего войсками германских федератов в Италии. Однако новый западно-римский император не был признан законным правителем византийским императором Львом I. Также и многие правители окраинных земель западной части Римской империи, включая военного магистра в Галлии Эгидия, отказались подчиняться Либию Северу. В то же время король Теодорих II выказал новому императору полную поддержку. Более того, исполняя просьбу Либия Севера, он направил в 462 году войско во главе с Фридерихом в поход на Нарбон. Город в то время находился во власти Агриппина, одного из римских военачальников. По свидетельству жития святого Лупицина Локоннского, вестготам удалось овладеть Нарбоном без боя: являясь ярым врагом Эгидия, Агриппин сам сдал город Фридериху. Так Нарбон и его окрестности попали под власть Теодориха II. Правителем этих земель вестготский король назначил своего брата.
Так как Фридерих был арианином, то он вскоре стал конфликтовать с местным епископом, приверженцем ортодоксии Гермесом. Среди нарбонцев нашлись те, кто был недоволен избранием Гермеса: они пожаловались на неканоничность избрания нарбонского предстоятеля Фридериху, а тот в письме сообщил об обстоятельствах этого дела папе римскому Гиларию. Разбирательство дела епископа Гермеса продолжалось несколько месяцев. В результате, хотя Гермес и смог сохранить за собой епископскую кафедру Нарбона, он утратил сан митрополита, который был отдан старейшему на тот момент иерарху Нарбонской Галлии — епископу Юзеса Констанцию.

### Война с Эгидием
Вдохновлённый овладением Нарбоном, в 463 году Теодорих II начал военные действия уже непосредственно против Эгидия. Предполагается, что это решение было вызвано не столько желанием правителя вестготов оказать помощь императору Либию Северу, сколько планами присоединить к Вестготскому королевству земли к северу от реки Луары.
Командующим двинувшегося в Суассонскую область вестготского войска был поставлен Фридерих. Армии враждовавших сторон встретились вблизи Орлеана. Здесь состоялось сражение, в котором вестготам противостояла римская армия Эгидия, состоявшая из галло-римлян и федератов-франков короля Хильдерика I. Победу в этой кровопролитной битве одержало войско Эгидия. Сам Фридерих пал на поле боя, а остатки вестготской армии обратились в бегство. Победа в сражении при Орлеане позволила Эгидию приостановить посягательства Теодориха II на земли Северной Галлии.